# Ilya Aleksievich
Ilya Aleksievich, né le 10 février 1991, est un footballeur biélorusse évoluant actuellement au poste de milieu de terrain au FK BATE Borisov.

## Biographie
Aleksievich joue son premier match pour la Biélorussie en novembre 2012 contre l'Israël. Il marque pour la première fois en équipe nationale contre le Tadjikistan en septembre 2014 (victoire 6-1 des Biélorusses).

## Palmarès
- Champion de Biélorussie en 2013, 2014 et 2015 avec le BATE Borisov
- Vainqueur de la Supercoupe de Biélorussie en 2012 avec le FK Gomel, en 2013 et 2014 avec le BATE Borisov